# Johannes Paulus I
Johannes Paulus I, född Albino Luciani den 17 oktober 1912 i Forno di Canale (nuvarande Canale d'Agordo) i Veneto i Italien, död 28 september 1978 i Apostoliska palatset ("Palazzo Apostolico") i Vatikanstaten, var påve från 26 augusti 1978. Hans 33 dagar långa pontifikat var ett av historiens kortaste. 
Johannes Paulus I saligförklarades den 4 september 2022.

## Biografi
Luciani föddes i en arbetarfamilj med uttalade socialistiska åsikter. Efter studier och militärtjänst prästvigdes han den 7 juli 1935 i Belluno. 1947 disputerade han på doktorsavhandlingen The origin of the human soul according to Antonio Rosmini vid Gregoriana-universitetet i Rom. Påven Johannes XXIII vigde honom i december 1958 till biskop av Vittorio Veneto. I egenskap av biskop tog han aktiv del i Andra Vatikankonciliet 1962-1965. 

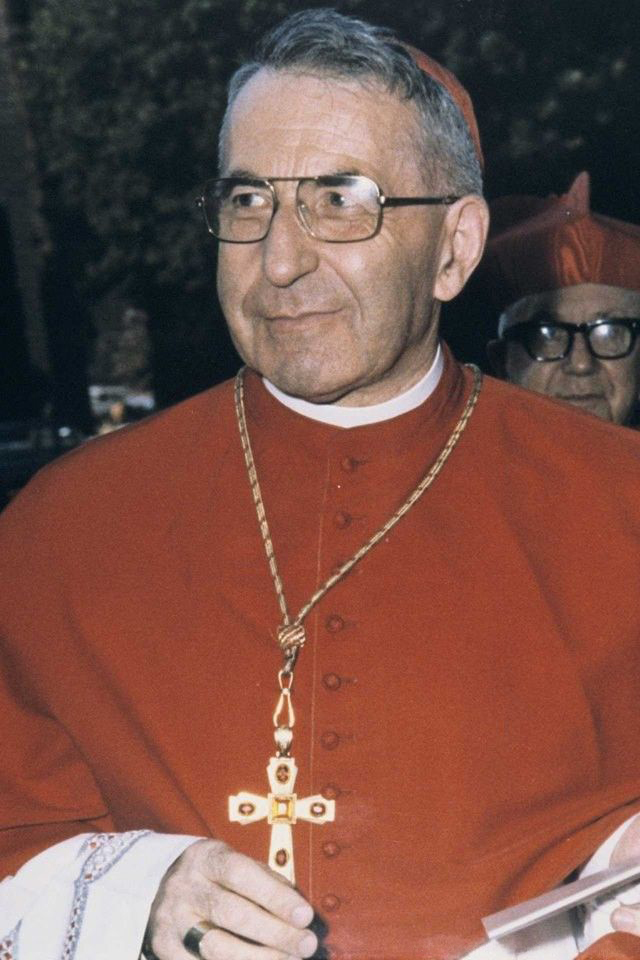
Albino Luciani som patriark av Venedig år 1969.

I december 1969 utnämnde påven Paulus VI Luciani till patriark av Venedig. Samme påve upphöjde honom den 5 mars 1973 till kardinalpräst med San Marco som titelkyrka.
Efter Paulus VI:s död i augusti 1978 valdes Albino Luciani till påve och antog dubbelnamnet Johannes Paulus, eftersom han ämnade fortsätta sina båda företrädares, Johannes XXIII:s och Paulus VI:s, teologiska och pastorala linje. Johannes Paulus I var teologiskt konservativ, bland annat försvarade han sin företrädares encyklika Humanae Vitae (1968), men han var liturgiskt återhållsam då han vägrade att låta sig krönas med den påvliga tiaran. Istället genomförde han den installationsmässa där folksamlingen på Petersplatsen deltog, som påvarna efter honom gjort till tradition.

Johannes Paulus I innehade ämbetet i blott 33 dagar, från 26 augusti till 28 september, ett av de kortaste pontifikaten i historien. Genast uppkom rykten om mord, och olika konspirationsteorier florerade (ingår bland annat som del av handlingen i Francis Ford Coppolas maffiafilm Gudfadern del III, baserad på Mario Puzos bok Gudfadern), men av allt att döma avled han av en hjärtattack i sömnen. Han har fått sitt sista vilorum i Vatikanska grottorna ("Grotte Vaticane") under Peterskyrkan.

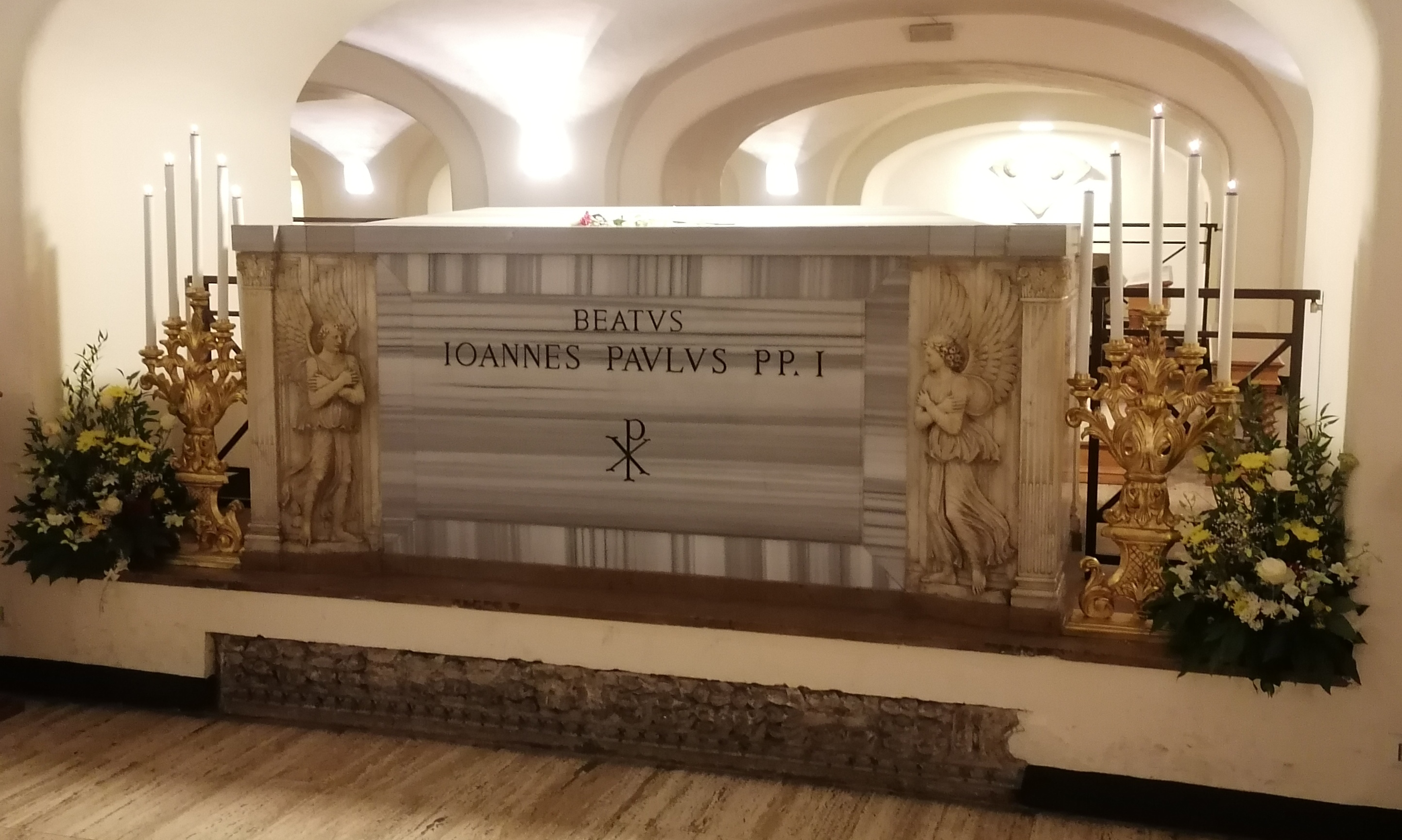
Påve Johannes Paulus I:s sarkofag i de Vatikanska grottorna under Peterskyrkan.

Påven Johannes Paulus II inledde i juni 2003 saligförklaringsprocessen för Johannes Paulus I. Påve Franciskus förklarade den 8 november 2017 Johannes Paulus I som vördnadsvärd.

## Citat
| ”                                                             | Igår morse gick jag lugnt till Sixtinska kapellet för att rösta: aldrig kunde jag ana vad som skulle ske! | „ |
| – Johannes Paulus I vid Angelus, dagen efter valet till påve. | |   |